# Ebba Hentze
Ebba Hentze, née le 25 septembre 1930 et morte le 20 mai 2015 , est un auteur de livres pour enfants ainsi qu'une poétesse et traductrice féroïenne.

## Biographie
Ses parents, Peter Christian Pauli Hentze (1891-1971) et Olivia Sophie Skaalum (1888-1976), sont commerçants. Son enfance se déroule sur l’île de Tvøroyri. Elle passe son baccalauréat en 1950 à Copenhague, puis étudie la linguistique et la littérature à l’université de Copenhague ainsi que dans diverses autres universités scandinaves et étrangères (Paris, Rome et Vienne).
Elle publie ses premiers poèmes dans la revue Hvedekorn (Grain de blé). Collaboratrice du quotidien danois Politiken, où elle publie des nouvelles, elle travaille comme lectrice pour la maison d’édition Gyldendal et en tant que journaliste indépendante pour les radios danoise, féroïenne et suédoise.
Elle écrit aussi des nouvelles qui paraissent dans le supplément hebdomadaire de Politiken, Politikens Magasin.
Depuis son retour aux Féroé, à la fin des années 1970, Ebba Hentze est l’une des figures de proue de la vie littéraire et intellectuelle de l’archipel. En 1985, elle publie  Kata, ein seinkaður nekrologur, long poème en prose qui marque une étape dans la littérature féminine féroïenne. Elle y brosse le portrait d’une femme qui renonce à ses études pour élever ses frères et sœurs plus jeunes après le décès de leur mère.
Elle signe également plusieurs livres pour enfants, tant en danois qu’en féroïen, dans lesquels elle considère les enfants comme des interlocuteurs à part entière. En ce sens, l’on peut dire qu’elle a rénové la littérature féroïenne pour la jeunesse.

## Poésie
- Kata, ein seinkaður nekrologur, 1985

## Livres pour enfants, endanoiset enféroïen
- Morgenstjernen, 1981
- Antonia midt i det hele, 1982
- Bjørns søn, 1983
- Antonia og Morgunstjørnan, 1981
- Antonia mitt í verðini, 1982
- Mia, skúlagenta í Havn, 1987
- Mamman eigur meg
- Gulleygað, 1992
- Bollin og taskan, 2001
- Farvæl harra Muffin, 2002
- Poppkorn og Frísur 2002
- Mirabell, 2003

Plusieurs de ces ouvrages ont été adaptés pour la radio et diffusés en Norvège, en Suède, en Finlande et aux Pays-Bas.

## Traductions
Ebba Hentze a consacré une part importante de son œuvre à la traduction, tant en danois qu’en féroïen. Elle est l’auteure d’une centaine de traductions en féroïen de l’anglais, de l’allemand, du norvégien et du suédois (notamment un choix de poèmes d’Edith Södergran dans la revue Brá (1991) et une pièce d’August Strindberg). Elle a contribué à faire connaître au Danemark et dans le reste de la Scandinavie la littérature féroïenne contemporaine en traduisant en danois des auteurs tels que Jóanes Nielsen, dont elle a traduit plusieurs romans et recueils de poèmes ainsi qu’une pièce de théâtre, Rói Patursson, Jens Pauli Heinesen, Hanus Andreasen, Oddvør Johansen, Ólavur Michelsen et Jógvan Isaksen.

## Prix et distinctions
- 1984 : prix de littérature jeunesse de la Ville de Tórshavn
- 1992 : prix Drassow (prix de la paix) de l’Association des écrivains danois, qui a également récompensé des auteurs tels qu’Inger Christensen, Carsten Jensen, Janina Katz et Jørn Riel.
- 2002 : prix Lachmann
- 2006 : grand Prix de littérature féroïenne (prix M. A. Jacobsen)
- 2008 : prix du ministère de la Culture des Îles Féroé (Mentanarvirðisløn Landsins)

Ebba Hentze a représenté pendant plusieurs années les îles Féroé au sein du comité du Conseil nordique chargé de la promotion des littératures nordiques ; elle siège également dans le comité de l’Association des écrivains féroïens chargé de désigner les œuvres féroïennes en compétition pour le grand prix de littérature du Conseil nordique et conseille de jeunes écrivains.